# Imogen
Imogen  è un nome proprio di persona inglese femminile.

## Varianti
- Femminili: Imogene[1]

## Origine e diffusione

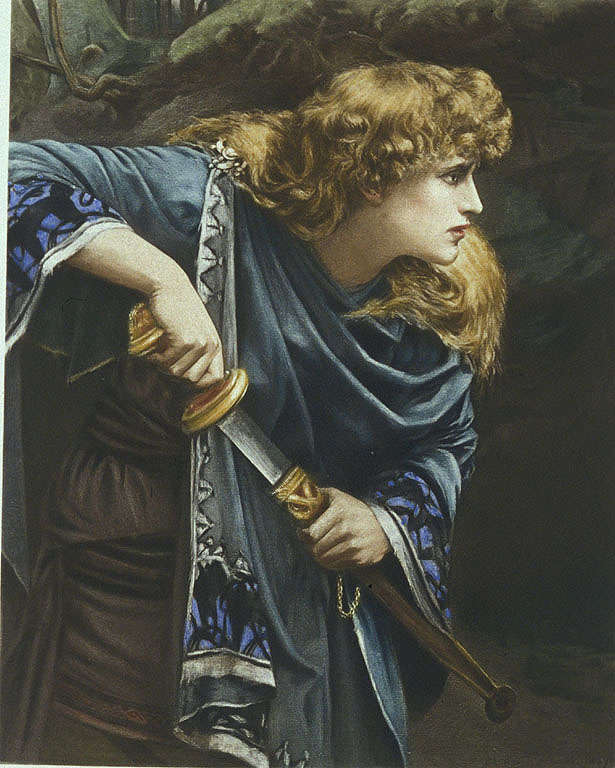
Illustrazione di Imogen per il Cimbelino, di Herbert Schmalz

È il nome di Imogene, un personaggio dell'opera di Shakespeare Cimbelino. Egli prese spunto da una figura leggendaria chiamata Innogen, ma il nome venne scritto sbagliato e mai corretto. 
"Innogen" è attestato per la prima volta negli scritti di Monmouth, dove è la sposa di Bruto di Troia, e viene ricondotto all'irlandese antico inghean o ingen ("figlia", "ragazza"); un nome basato su tale radice, Inigena, è riportato in un'antica iscrizione ogham.

## Onomastico
Il nome è adespota, cioè non è portato da alcuna santa, quindi l'onomastico ricade il giorno di Ognissanti, il 1º novembre.

## Persone

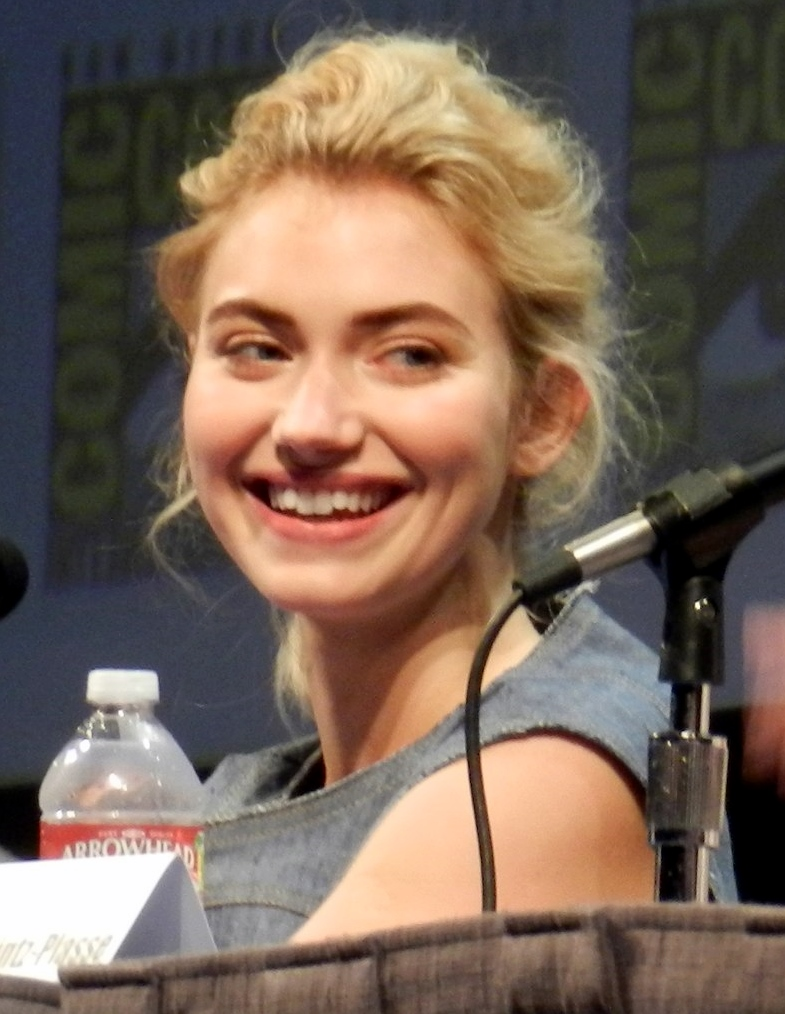
Imogen Poots

- Imogen Cunningham, fotografa statunitense
- Imogen Heap, cantautrice britannica
- Imogen Holst, compositrice britannica
- Imogen Morris Clarke, modella britannica
- Imogen Poots, attrice britannica

### Variante Imogene
- Imogene Coca, attrice statunitense
- Mary Imogene Robertson, vero nome di Mary Nolan, attrice e ballerina statunitense

## Il nome nelle arti
- Imogene è l'amante di Gualtiero in Il pirata, opera lirica di Vincenzo Bellini (1827).
- Imogen è un personaggio del film del 2000 Pazzo di te!, diretto da Kris Isacsson.
- Imogen è un personaggio del romanzo di Jonathan Coe La pioggia prima che cada.
- Imogene è un personaggio dell'opera di Shakespeare Cimbelino.
- Imogene è un personaggio del film del 1917 Richard the Brazen, diretto da Perry N. Vekroff.
- Imogene è un personaggio del film del 2010 Alice in Wonderland, diretto da Tim Burton.
- Imogen Hazard è un personaggio del romanzo di Angela Carter Figlie sagge.
- Imogene Norman è un personaggio del film del 1958 Vertigine, diretto da Irving Rapper.
- Imogene O'Neill è un personaggio del telefilm Meteor - Distruzione finale.
- Imogene Roberts è un personaggio del film del 1997 Paradise Road, diretto da Bruce Beresford.
- Imogene "Idgie" Threadgoode è un personaggio del film del 1991 Pomodori verdi fritti alla fermata del treno, diretto da Jon Avnet.
- Imogene Worth è un personaggio della serie televisiva Sanctuary.
- Imogen McCarthy è un personaggio del romanzo  Invictus  di Ryan Graudin.